# Fiat 672F.101
Fiat 672F.101 – typ włoskiego trolejbusu, wyprodukowanego w 1941 r. w zakładach Fiat, Vesnina i Breda dla systemu trolejbusowego w Mediolanie. Ogółem powstało 30 egzemplarzy.
W 1942 r. do Gdyni trafiły trzy trolejbusy typu Fiat 672F.101 zrabowane przez III Rzeszę z Mediolanu.

## Konstrukcja
Fiat 672F.101 to wysokopodłogowy trolejbus z nadwoziem opartym na trzech osiach. Dwie osie trolejbusu były napędzane silnikami prądu stałego o mocy 88,3 kW, trzecia była toczna. Do wnętrza pojazdu prowadziło dwoje czteroczęściowych drzwi harmonijkowych sterowanych elektropneumatycznie. Układ hamulcowy składał się z hamulca pneumatycznego, elektrycznego i rekuperacyjnego. Karoserię trolejbusu wyprodukowało przedsiębiorstwo Vesnina, wyposażenie elektryczne dostarczyły zakłady Breda.

## Dostawy
| Państwo        | Miasto         | Lata dostaw    | Liczba | Numery taborowe |       |
| -------------- | -------------- | -------------- | ------ | --------------- | ----- |
| Włochy         | Mediolan       | 1941           | 30     |                 | [ 1 ] |
| Łączna liczba: | Łączna liczba: | Łączna liczba: | 30     |                 |       |